# Чемпионат мира по волейболу среди девушек 1995
4-й Чемпионат мира по волейболу среди девушек проходил со 2 по 9 сентября 1995 года в Орлеане (Франция) с участием 12 сборных команд, составленных из игроков не старше 18 лет. Чемпионский титул выиграла юниорская сборная Японии.

## Команды-участницы
Франция — команда страны-организатора;
Италия, Россия, Словакия, Украина, Латвия — по итогам чемпионата Европы среди девушек 1995;
Япония, Южная Корея, Китай — по итогам азиатской квалификации 1995;
Куба, Мексика — представители NORCECA;
Бразилия — по итогам чемпионата Южной Америки среди девушек 1994.

## Квалификация
Всего для участия в чемпионате мира квалифицировались 12 команд. Кроме сборной Франции, представлявшей страну-хозяйку, 9 команд преодолели отбор по итогам двух континентальных чемпионатов (Европы и Южной Америки) и азиатского квалификационного турнира. Две путёвки получили команды NORCECA.
| Турнир                                     | Дата              | Место проведения | Команды                               |
| ------------------------------------------ | ----------------- | ---------------- | ------------------------------------- |
| Сборная страны-организатора чемпионата     |                   |                  | Франция                               |
| Чемпионат Европы среди девушек 1995        | 11—16 апреля 1995 | Барселона        | Италия Россия Словакия Украина Латвия |
| Азиатская квалификация 1995                |                   |                  | Япония Южная Корея Китай              |
| Квота NORCECA                              |                   |                  | Куба Мексика                          |
| Чемпионат Южной Америки среди девушек 1994 | 13—20 марта 1994  | Трухильо         | Бразилия                              |

## Система розыгрыша
Соревнования состояли из предварительного этапа и плей-офф. На предварительной стадии 12 команд-участниц были разбиты на 2 группы, в которых играли в один круг. 4 команды (по две лучшие из каждой группы) вышли в плей-офф за 1—4-е места и разыграли медали чемпионата.
По подобной системе итоговые 5—8-е места разыграли команды, занявшие в группах предварительного этапа 3—4-е места.

## Плей-офф

### Полуфинал за 5—8-е места
8 сентября

### Полуфинал за 1—4-е места
8 сентября
Япония — Италия 3:2 (14:16, 15:9, 17:16, 6:15, 15:9).
Россия — Бразилия 3:2 (15:13, 15:8, 11:15, 9:15, 15:11).

### Матч за 7-е место
9 сентября
Словакия — Куба 3:-

### Матч за 5-е место
9 сентября
Южная Корея — Китай 3:-

### Матч за 3-е место
9 сентября
Италия — Бразилия 3:0 (15:9, 15:2, 15:12).

### Финал
9 сентября
Япония — Россия 3:1 (11:15, 15:7, 15:7, 15:11).

## Итоги

### Положение команд
| Место | Команда     |
| ----- | ----------- |
| 1     | Япония      |
| 2     | Россия      |
| 3     | Италия      |
| 4     | Бразилия    |
| 5     | Южная Корея |
| 6     | Китай       |
| 7     | Словакия    |
| 8     | Куба        |
| 9—10  | Украина     |
| 9—10  | Франция     |
| 11—12 | Латвия      |
| 11—12 | Мексика     |

### Призёры
Япония,
  Россия: Наталья Алимова, Анастасия Беликова, Елена Василевская, Татьяна Горшкова, Анжела Гурьева, Елена Плотникова, Анна Паженина, Наталья Сафронова, Елена Сенникова, Ирина Тебенихина, Елена Фильманович, Наталья Юрасова. Главный тренер — Валерий Юрьев.
  Италия.